# 제임스 시게타

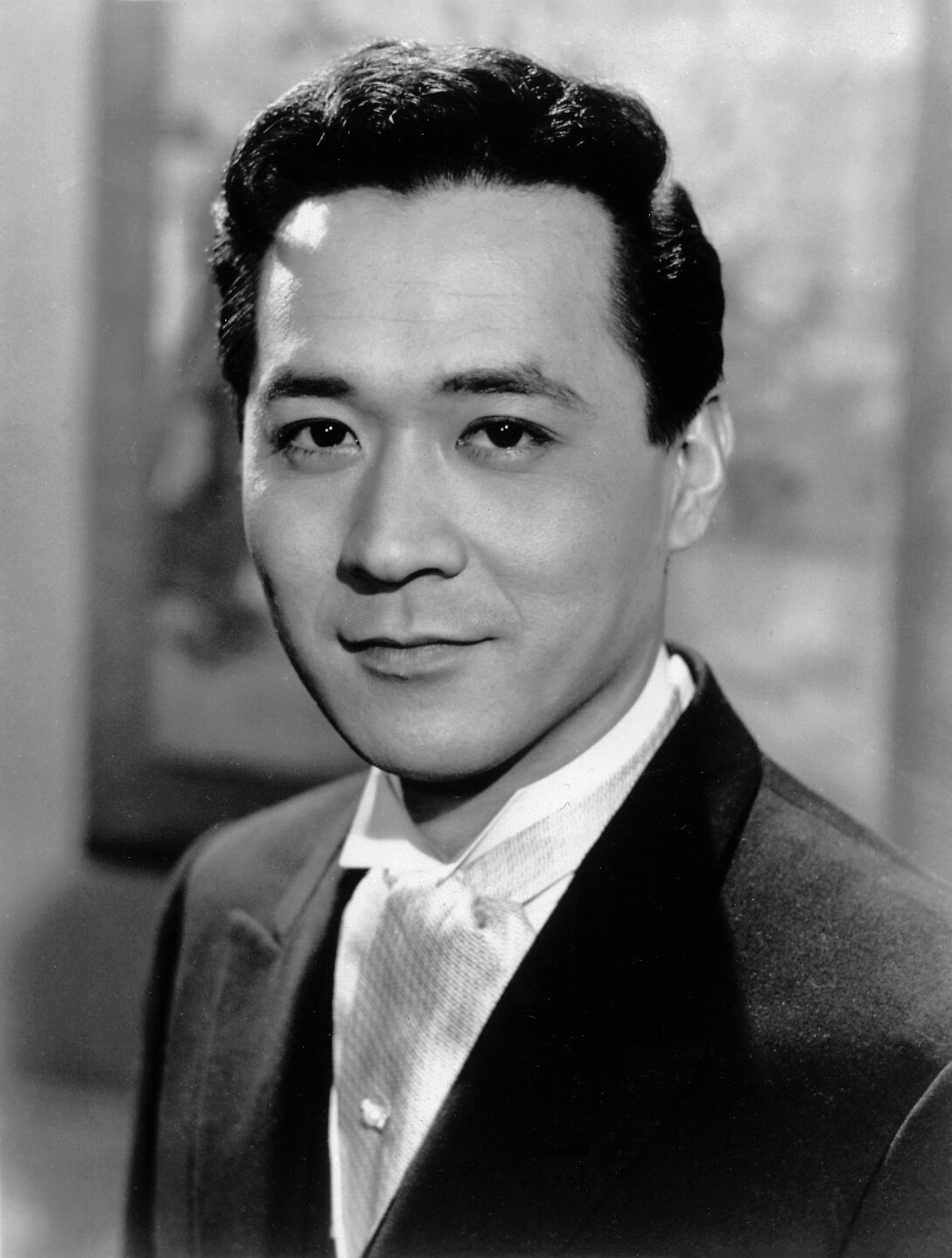

제임스 시게타(James Shigeta, 1929년 6월 17일 ~ 2014년 7월 28일)는 일본계 미국인 배우, 가수이다.
호놀룰루에서 태어났으며 로스앤젤레스에서 사망하였다. 사인은 호흡 부전이다. 일본식 이름은 시게타 사부로(繁田 三郎)다.

## 영화
- 더 피플 아이브 슬렙 위드 (2009년)
- 헐리우드 차이니즈 (2007년) - 본인 역
- 슬랜티드 스크린 (2006년) - 본인 역
- 브라더 (2000년)
- 뮬란 (1998년) - 리 장군 목소리 역
- 드라이브 (1997년) - 미스터 라우 역
- 스페이스 마린 (1996년)
- 케이지 2 (1994년)
- 미드나잇 맨 (1994년)
- 레니게이드 (1992년)
- 차이나 크라이 (1991년)
- 비버리힐즈의 아이들 (1990년)
- 케이지 (1989년)
- 드래곤 죽이기: 미국 TV와 영화에 나온 아시아 여성들 (1988년) - 본인 역
- 다이 하드 (1988년) - 조셉 타카기 역
- 레니게이드 (1982년)
- 달리는 사이먼 (1981년)
- 매그넘 P.I. (1980년)
- 히로시마 원폭투하대 (1980년)
- 사랑의 유람선 (1977년)
- 불멸의 사자 (1976년)
- 미드웨이 (1976년)
- 암흑가의 결투 (1975년)
- 잃어버린 지평선 (1973년)
- 샌프란시스코 수사반 (1972년)
- 닥터 게논 (1969년)
- 아이언 사이드 (1967년)
- 파라다이스 (1966년)
- 캐롤 포 어나더 크리스마스 (1964년)
- 제3의 눈 (1963년)
- 벤 케이시 (1961년)
- 플라워 드럼 송 (1961년)